# Florentino Galang Lavarias

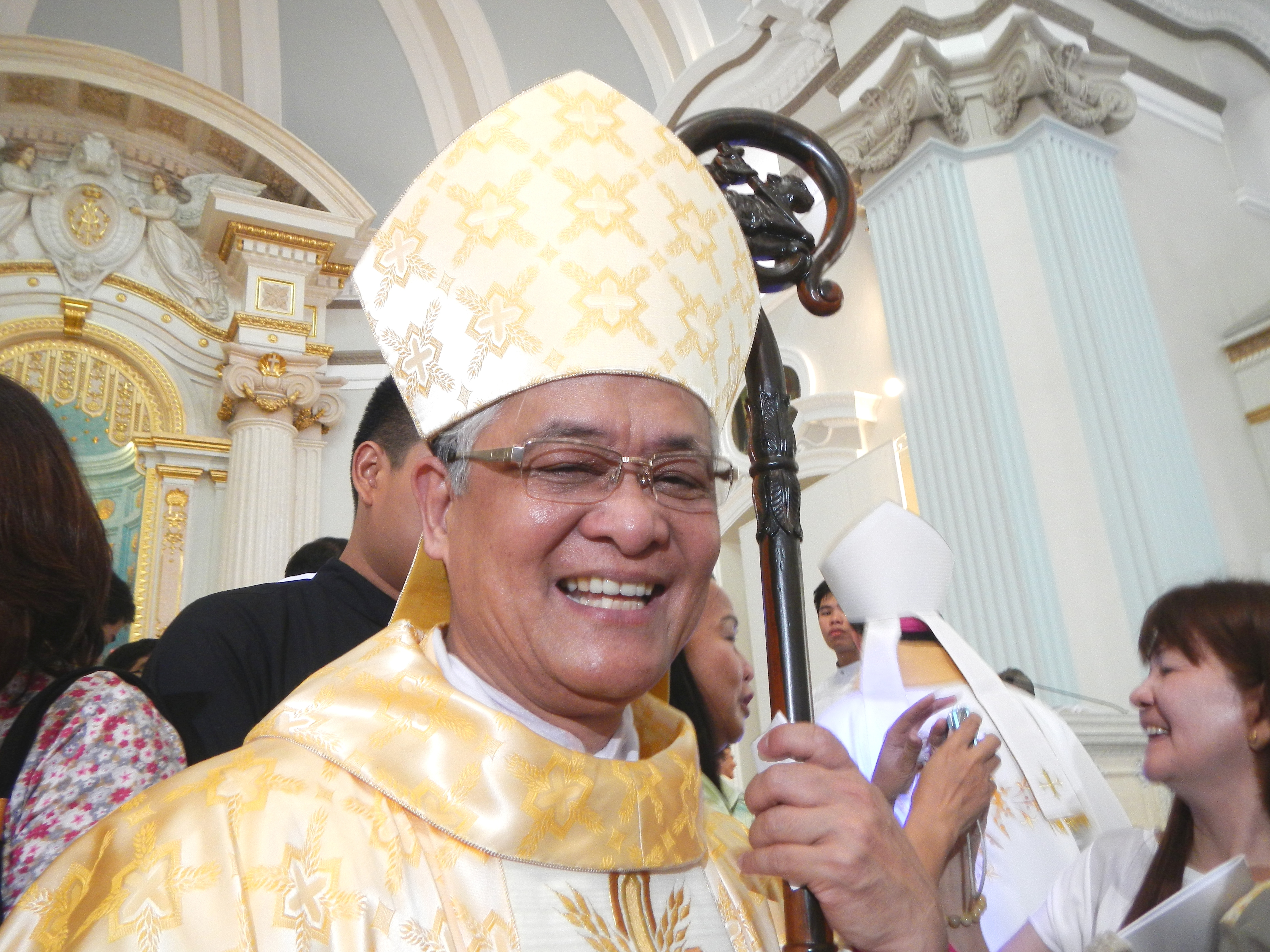
Florentino Galang Lavarias, 2014

Florentino Galang Lavarias (* 14. März 1957 in Santa Ines, Nueva Ecija, Philippinen) ist ein philippinischer Geistlicher und römisch-katholischer Erzbischof von San Fernando.

## Leben
Florentino Galang Lavarias erwarb 1978 einen Hochschulabschluss an der Holy Angel University, bevor er in das Priesterseminar von San Carlos eintrat. Er empfing am 26. September 1985 das Sakrament der Priesterweihe für das Erzbistum San Fernando.
Am 19. Juni 2004 ernannte ihn Papst Johannes Paul II. zum Bischof von Iba. Der Apostolische Nuntius auf den Philippinen, Erzbischof Antonio Franco, spendete ihm am 12. August desselben Jahres in der Kathedrale des Erzbistums San Fernando die Bischofsweihe; Mitkonsekratoren waren der Erzbischof von Manila, Gaudencio Rosales, und der Erzbischof von San Fernando, Paciano Basilio Aniceto. Die Amtseinführung erfolgte am 1. September 2004.
Am 25. Juli 2014 ernannte ihn Papst Franziskus zum Erzbischof von San Fernando. Die Amtseinführung erfolgte am 27. Oktober desselben Jahres.
Vom 22. Juli 2023 bis zum 25. Februar 2025 war er während der Sedisvakanz zusätzlich Apostolischer Administrator des Bistums Balanga.